# دوني كرافت
دوني كرافت (بالإنجليزية: Donnie Craft)‏ هو لاعب كرة قدم كندية أمريكي، ولد في 19 نوفمبر 1959 في بنما سيتي في الولايات المتحدة.

## وصلات خارجية
- دوني كرافت على موقع مرجع كرة القدم المحترفة.كوم (الإنجليزية)
- دوني كرافت على موقع JustSportsStats.com (الإنجليزية)